# Список об'єктів Світової спадщини ЮНЕСКО в Північній Америці

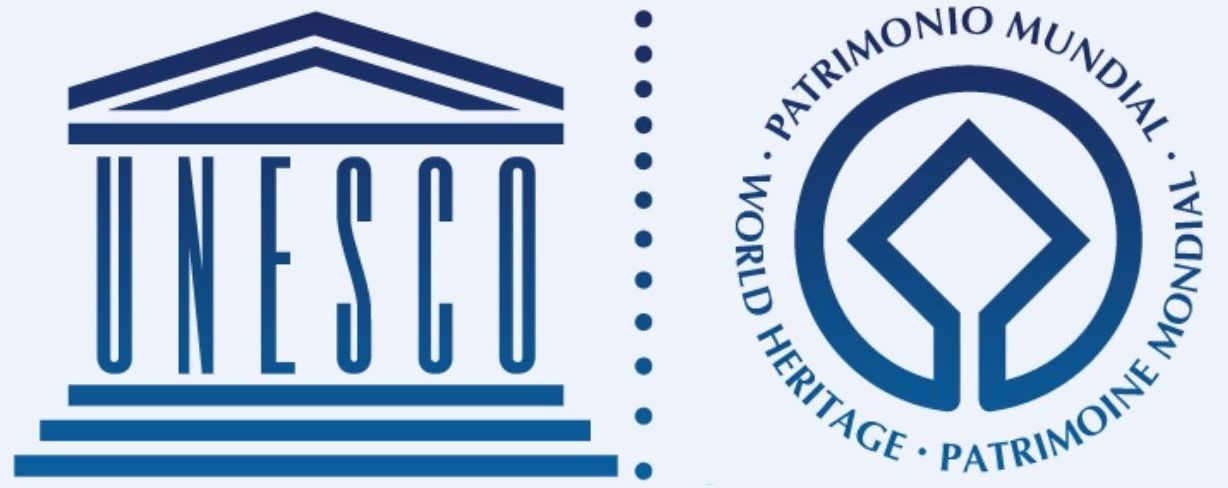
Емблема проєкту Світова спадщина ЮНЕСКО

Цей список містить об'єкти Світової спадщини ЮНЕСКО, розташовані в Північній Америці.
У списку станом на 2023 рік налічується 42 об'єкти. Разом це становить 3,63 % загальної кількості об'єктів Світової спадщини ЮНЕСКО.
20 об'єктів внесені до списку за культурними критеріями, причому 3 з них визнані шедеврами людського генія (критерій i), 20 об'єктів включені за природними критеріями, 15 з них визнані природним феноменом виняткової краси та естетичної важливості (критерій vii) і ще 2 об'єкти включені за змішаними критеріями. 1 об'єкт зі списку перебуває під загрозою.
| i | ii | iii | iv | v | vi | vii | viii | ix | x |
| - | -- | --- | -- | - | -- | --- | ---- | -- | - |
| 3 | 2  | 9   | 7  | 2 | 10 | 15  | 17   | 11 | 8 |

У наведеній таблиці об'єкти розташовані за країною, а далі у хронологічному порядку їх внесення до списку Світової спадщини.
Кольорами у списку позначено:
| культурний | природний | змішаний | під загрозою |
| ---------- | --------- | -------- | ------------ |
| 20         | 20        | 2        | 1            |

## Канада
| №  | Зображення | Назва | Місцеположення                                                                                     | Час створення             | Час внесення до списку                | №    | Критерії         |
| -- | ---------- | --- | -------------------------------------------------------------------------------------------------- | ------------------------- | ------------------------------------- | ---- | ---------------- |
| 1  |            | Національний історичний об'єкт Л'Анс-о-Медоуз (англ. L’Anse aux Meadows National Historic Site)                                      | Канада Провінція Ньюфаундленд і Лабрадор                                                           | XI століття               | 1978 (незначні зміни у 2017 році)     | 4    | vi               |
| 2  |            | Національний парк Наганні (англ. Nahanni National Park)                                                                              | Канада Північно-Західні території                                                                  | —                         | 1978                                  | 24   | vii, viii        |
| 3  |            | Провінційний парк Динозавр (англ. Dinosaur Provincial Park)                                                                          | Канада Провінція Альберта                                                                          | —                         | 1979                                  | 71   | vii, viii        |
| 4  |            | Клуоні / Врангеля – св. Іллі / Глейшер-Бей / Татшеншини-Алсек (англ. Kluane / Wrangell-St. Elias / Glacier Bay / Tatshenshini-Alsek) | Канада Територія Юкон та провінція Британська Колумбія (спільно зі Сполученими Штатами Америками ) | —                         | 1979 (розширено в 1992 та 1994 роках) | 72   | vii, viii, ix, x |
| 5  |            | С'Ґанґ Ґваай (англ. SGang Gwaay) | Канада Провінція Британська Колумбія                                                               | XIX століття              | 1981                                  | 157  | iii              |
| 6  |            | Гед-Смешт-Ін-Баффало-Джамп (англ. Head-Smashed-In Buffalo Jump)                                                                      | Канада Провінція Альберта                                                                          | 4-те тисячоліття до н. е. | 1981 (незначні зміни у 2021 році)     | 158  | vi               |
| 7  |            | Національний парк "Вуд-Баффало" (англ. Wood Buffalo National Park)                                                                   | Канада Провінція Альберта та Північно-Західні території                                            | —                         | 1983                                  | 256  | vii, ix, x       |
| 8  |            | Парки Канадських Скелястих гір (англ. Canadian Rocky Mountain Parks)                                                                 | Канада Провінції Альберта та Британська Колумбія                                                   | —                         | 1984 (розширено в 1990 році)          | 304  | vii, viii        |
| 9  |            | Історичний район Старого Квебеку (англ. Historic District of Old Québec)                                                             | Канада Провінція Квебек                                                                            | XVII століття             | 1985                                  | 300  | iv, vi           |
| 10 |            | Національний парк Ґрос-Морн (англ. Gros Morne National Park)                                                                         | Канада Провінція Ньюфаундленд і Лабрадор                                                           | —                         | 1987                                  | 419  | vii, viii        |
| 11 |            | Міжнародний парк миру Вотертон-Глейшер (англ. Waterton Glacier International Peace Park)                                             | Канада Провінція Альберта (спільно зі Сполученими Штатами Америками )                              | —                         | 1995                                  | 354  | vii, ix          |
| 12 |            | Старе місто Луненбург (англ. Old Town Lunenburg)                                                                                     | Канада Провінція Нова Шотландія                                                                    | 1753                      | 1995                                  | 741  | iv, v            |
| 13 |            | Національний парк Мігуаша (англ. Miguasha National Park) * Флерентний компонент * Компонент "Західна Мігуаша"                        | Канада Провінція Квебек                                                                            | —                         | 1999                                  | 686  | viii             |
| 14 |            | Канал Рідо (англ. Rideau Canal) * Канал Рідо * Кінгстон: форти Генрі та Фредерік; вежі Шоал та Мурні * Вежа Каткарт, Сідар-Айленд    | Канада Провінція Онтаріо                                                                           | 1832                      | 2007                                  | 1221 | i, iv            |
| 15 |            | Викопні скелі Джоггінс (англ. Joggins Fossil Cliffs)                                                                                 | Канада Провінція Нова Шотландія                                                                    | —                         | 2008                                  | 1285 | viii             |
| 16 |            | Національне історичне місце Гран-Пре (англ. Landscape of Grand Pré)                                                                  | Канада Провінція Нова Шотландія                                                                    | XVII століття             | 2012                                  | 1404 | v, vi            |
| 17 |            | Баскська китобійна станція Ред-Бей (англ. Red Bay Basque Whaling Station)                                                            | Канада Провінція Ньюфаундленд і Лабрадор                                                           | XVI століття              | 2013                                  | 1412 | iii, iv          |
| 18 |            | Містейкен-Пойнт (англ. Mistaken Point)                                                                                               | Канада Провінція Ньюфаундленд і Лабрадор                                                           | —                         | 2016                                  | 1497 | viii             |
| 19 |            | Пімачовін Акі (англ. Pimachiowin Aki)                                                                                                | Канада Провінції Манітоба та Онтаріо                                                               | 5-те тисячоліття до н. е. | 2018                                  | 1415 | iii, vi, ix      |
| 20 |            | Письмо на камені / Айсінайпі́ (англ. Writing-on-Stone / Áísínai’pi) * Айсінайпі * Гаффнер Куле * Скеля Бідності                       | Канада Провінція Альберта                                                                          | 2-ге тисячоліття до н. е. | 2019                                  | 1597 | iii              |

## США
| №  | Зображення | Назва | Місцеположення                    | Час створення | Час внесення до списку                    | №                                                    | Критерії             |
| -- | ---------- | --- | --------------------------------- | ------------- | ----------------------------------------- | ---------------------------------------------------- | -------------------- |
| 1  |            | Національний парк Меса-Верде (англ. Mesa Verde National Park)                                                                              | США Колорадо                      | 1906          | 1978                                      | 27 [Архівовано 24 грудня 2018 у Wayback Machine.]    | iii                  |
| 2  |            | Єллоустонський національний парк (англ. Yellowstone National Park)                                                                         | США Айдахо, Вайомінг, Монтана     | 1872          | 1978                                      | 28 [Архівовано 24 лютого 2017 у Wayback Machine.]    | vii, viii, ix, x     |
| 3  |            | Клуоні / Врангеля – св. Іллі / Глейшер-Бей / Татшеншини-Алсек (англ. Kluane / Wrangell-St. Elias / Glacier Bay / Tatshenshini-Alsek)       | США спільно з Канада              | 1980          | 1979 (розширено в 1992 та 1994 роках)     | 72 [Архівовано 24 грудня 2018 у Wayback Machine.]    | vii, viii, ix, x     |
| 4  |            | Національний парк Ґранд-Кеньйон (англ. Grand Canyon National Park)                                                                         | США Аризона                       | 1919          | 1979                                      | 75 [Архівовано 24 грудня 2018 у Wayback Machine.]    | vii, viii, ix, x     |
| 5  |            | Національний парк Еверґлейдс (англ. Everglades National Park)                                                                              | США Флорида                       | 1947          | 1979 (з 2010 року перебуває під загрозою) | 76 [Архівовано 24 грудня 2018 у Wayback Machine.]    | viii, ix, x          |
| 6  |            | Індепенденс-голл (англ. Independence Hall)                                                                                                 | США Філадельфія                   | 1732—1753     | 1979                                      | 78 [Архівовано 24 грудня 2018 у Wayback Machine.]    | vi                   |
| 7  |            | Національний та штатський парки Секвоя (англ. Redwood National and State Parks)                                                            | США Каліфорнія                    | 1890          | 1980                                      | 134 [Архівовано 24 грудня 2018 у Wayback Machine.]   | vii, ix              |
| 8  |            | Національний парк Мамонтова печера (англ. Mammoth Cave National Park)                                                                      | США Кентуккі                      | —             | 1981                                      | 150 [Архівовано 24 грудня 2018 у Wayback Machine.]   | vii, viii, x         |
| 9  |            | Національний парк Олімпік (англ. Olympic National Park)                                                                                    | США Вашингтон                     | 1938          | 1981                                      | 151 [Архівовано 24 грудня 2018 у Wayback Machine.]   | vii, x               |
| 10 |            | Історичний пам'ятник Кургани Кахокії (англ. Cahokia Mounds State Historic Site)                                                            | США Іллінойс                      | —             | 1982 (внесено незначні зміни в 2016 році) | 198 [Архівовано 24 грудня 2018 у Wayback Machine.]   | iii, iv              |
| 11 |            | Національний парк Ґрейт-Смокі-Маунтінс (англ. Great Smoky Mountains National Park)                                                         | США Північна Кароліна та Теннессі | 1934          | 1983                                      | 259 [Архівовано 24 грудня 2018 у Wayback Machine.]   | vii, viii, ix, x     |
| 12 |            | Форталеза та національна історична пам’ятка Сан-Хуан у Пуерто-Рико (англ. La Fortaleza and San Juan National Historic Site in Puerto Rico) | США Пуерто-Рико                   | —             | 1983 (внесено незначні зміни в 2016 році) | 266 [Архівовано 24 грудня 2018 у Wayback Machine.]   | vi                   |
| 13 |            | Статуя Свободи (англ. Statue of Liberty)                                                                                                   | США Нью-Йорк                      | 1886          | 1984                                      | 307 [Архівовано 24 грудня 2018 у Wayback Machine.]   | i, vi                |
| 14 |            | Національний парк Йосеміті (англ. Yosemite National Park)                                                                                  | США Каліфорнія                    | 1890          | 1984                                      | 308 [Архівовано 24 грудня 2018 у Wayback Machine.]   | vii, viii            |
| 15 |            | Культура Чако (англ. Chaco Culture) | США Нью-Мексико                   | —             | 1987                                      | 353 [Архівовано 24 грудня 2018 у Wayback Machine.]   | iii                  |
| 16 |            | Національний парк Вулкани Гаваїв (англ. Hawaii Volcanoes National Park)                                                                    | США Гаваї                         | 1916          | 1987                                      | 409 [Архівовано 24 лютого 2017 у Wayback Machine.]   | viii                 |
| 17 |            | Монтічелло та університет штату Вірджинія в місті Шарлотсвілль (англ. Monticello and the University of Virginia in Charlottesville)        | США Вірджинія                     | 1769—1809     | 1987 (внесено незначні зміни в 2015 році) | 442 [Архівовано 24 грудня 2018 у Wayback Machine.]   | i, iv, vi            |
| 18 |            | Таос-Пуебло (англ. Taos Pueblo) | США Нью-Мексико                   | —             | 1992                                      | 492 [Архівовано 24 грудня 2018 у Wayback Machine.]   | iv                   |
| 19 |            | Міжнародний парк миру Вотертон-Ґлейшер (англ. Waterton Glacier International Peace Park)                                                   | США спільно з Канада              | 1932          | 1995                                      | 354 [Архівовано 12 квітня 2012 у WebCite]            | vii, ix              |
| 20 |            | Національний парк Карлсбадські печери (англ. Carlsbad Caverns National Park)                                                               | США Нью-Мексико                   | 1930          | 1995                                      | 721 [Архівовано 24 грудня 2018 у Wayback Machine.]   | vii, viii            |
| 21 |            | Папаханаумокуакеа (англ. Papahānaumokuākea)                                                                                                | США Тихий океан                   | 2006          | 2010                                      | 1326 [Архівовано 28 квітня 2019 у Wayback Machine.]  | iii, vi, viii, ix, x |
| 22 |            | Монументальні земляні споруди Поверті-Пойнт (англ. Monumental Earthworks of Poverty Point)                                                 | США Луїзіана                      | —             | 2014                                      | 1435 [Архівовано 24 грудня 2018 у Wayback Machine.]  | iii                  |
| 23 |            | Місії Сан-Антоніо (англ. San Antonio Missions)                                                                                             | США Техас                         | —             | 2015                                      | 1466 [Архівовано 24 грудня 2018 у Wayback Machine.]  | ii                   |
| 24 |            | Архітектура 20-го століття Френка Ллойда Райта (англ. The 20th-Century Architecture of Frank Lloyd Wright)                                 | США                               | —             | 2019                                      | 1496 [Архівовано 29 березня 2020 у Wayback Machine.] | ii                   |